# Bundesstraße 36
Die Bundesstraße 36 (Abkürzung: B 36) ist eine deutsche Bundesstraße in Baden-Württemberg, die in Nord-Süd-Richtung annähernd parallel zum Rhein, zur B 3 und zur A 5 durch die Oberrheinische Tiefebene verläuft.
Sie führte ursprünglich von der B 37 in Mannheim über eine Strecke von gut 160 km über Karlsruhe, Rastatt und Kehl nach Lahr. Durch mehrere Herabstufungen führt sie seit 2016 von Mannheim nach Schwetzingen und von Graben-Neudorf nach Rastatt.
Die ursprüngliche B 36 trägt den Beinamen „Badische Spargelstraße“.

## Verlauf
Anliegende Gemeinden zwischen Mannheim und Karlsruhe sind (von Nord nach Süd) Graben-Neudorf, Linkenheim-Hochstetten und Eggenstein-Leopoldshafen.
In Karlsruhe durchquert sie die Stadtteile Neureut, Knielingen, Nordweststadt und Mühlburg und teilt die Stadtteile Grünwinkel und Daxlanden, um dann über Rheinstetten, Durmersheim, Bietigheim und Ötigheim Rastatt zu erreichen.

## Ausbauzustand

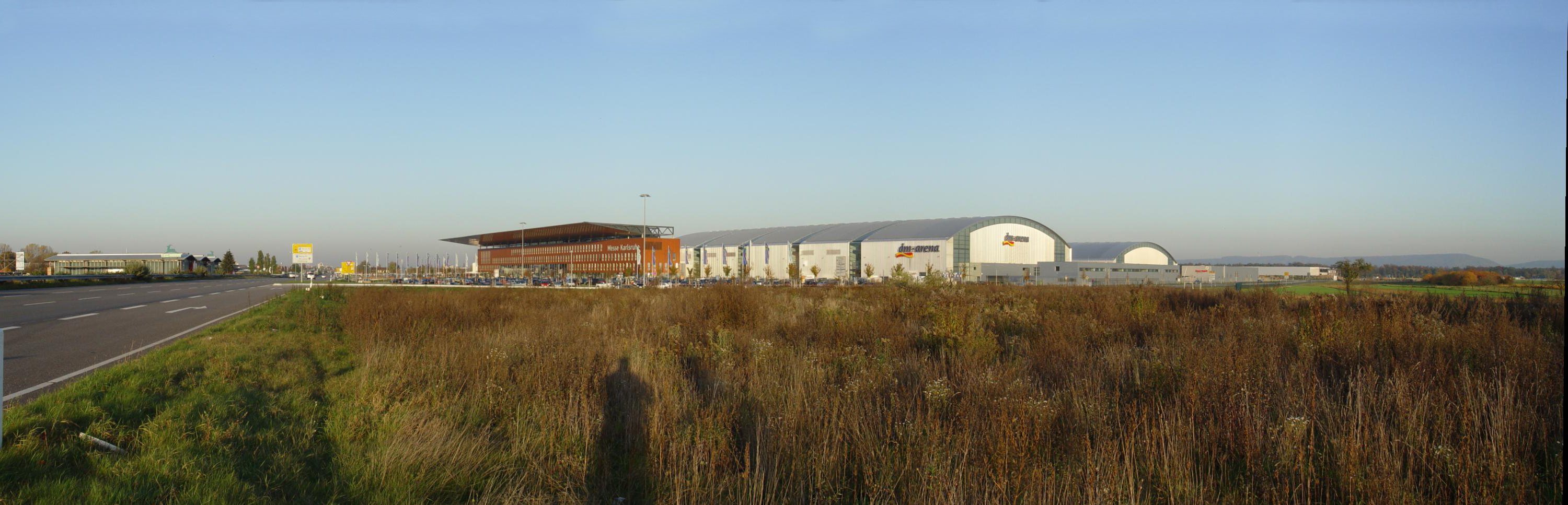
Bei Rheinstetten; links: B 36, rechts: Messe Karlsruhe

Der Ausbauzustand der B 36 gliedert sich wie folgt:
| Abschnitt                                                       | Streifen | Trennstreifen | Bemerkung                                                                                         |
| --------------------------------------------------------------- | -------- | ------------- | ------------------------------------------------------------------------------------------------- |
| / Mannheim-Parkring – Mannheim-Casterfeld                       | 4        | ja            | städtisch, führt als Südtangente durch den Fahrlachtunnel                                         |
| Mannheim-Casterfeld – / AS Mannheim/Schwetzingen                | 4        | ja            | autobahnähnlich, LKW-Maut-Pflicht                                                                 |
|                                                                 |          |               |                                                                                                   |
| Graben-Neudorf-Nord – L 559 Eggenstein-Leopoldshafen            | 2        | nein          | kreuzungsfrei, außer Ausfahrten Graben und Graben-Süd teilweise Ausbau auf 3 Fahrstreifen geplant |
| L 559 Eggenstein-Leopoldshafen – K 9650 Karlsruhe-Nordweststadt | 4        | ja            | autobahnähnlich, LKW-Maut-Pflicht                                                                 |
| K 9650 Karlsruhe-Nordweststadt – Karlsruhe-Entenfang            | 4        | ja            | städtisch                                                                                         |
| Karlsruhe-Entenfang – Karlsruhe-Daxlanden                       | 4        | ja            | städtisch                                                                                         |
| Karlsruhe-Daxlanden – K 3581 Rheinstetten-Forchheim             | 5        | ja            | autobahnähnlich, LKW-Maut-Pflicht                                                                 |
| K 3581 Rheinstetten-Forchheim – K 3732 Durmersheim-Nord         | 4        | ja            | autobahnähnlich, LKW-Maut-Pflicht                                                                 |
| K 3732 Durmersheim-Nord – Rastatt-Nord                          | 2        | nein          |                                                                                                   |

## Geschichte

### Ursprung
Die Bundesstraße 36 wurde im frühen 19. Jahrhundert als Alternativstrecke zur Bergstraße ausgebaut. Der Streckenabschnitt von Mannheim zur Residenzstadt Schwetzingen wurde ab 1737 als erste Teilstrecke der späteren Bundesstraße zur Chaussee ausgebaut. Im späten 18. Jahrhundert wurden die Streckenabschnitte von Rastatt nach Mühlburg (1769–1772) und von dort aus weiter nach Graben-Neudorf (1780–1781) ebenfalls zu Kunststraßen ausgebaut. Mit der Fertigstellung des letzten Streckenabschnitts zwischen Schwetzingen und Waghäusel im Jahre 1814 wurde die damals kürzeste Verbindung zwischen Karlsruhe und Mannheim vollendet.

### Frühere Strecken und Bezeichnungen
Die Landstraße von Mannheim nach Kehl wurde 1901 als badische Staatsstraße Nr. 2 bezeichnet.
Bei der ursprünglichen Nummerierung 1932 führte die damalige Fernverkehrsstraße 36 (FVS 36), 1934 in Reichsstraße 36 (R 36) umbenannt, nur von Mannheim nach Rastatt. Bis 1937 wurde die Reichsstraße 36 über Kehl nach Lahr verlängert und folgte somit der bisherigen badischen Staatsstraße Nr. 2. Deren Fortsetzung von Kehl nach Lahr wurde 1901 als badische Staatsstraße Nr. 29 bezeichnet.

### Veränderungen im Verlauf

#### Bau von Ortsumgehungen
Im Laufe der Zeit wurde die B 36 durch den Bau von Ortsumgehungen schrittweise aus den Ortschaften zwischen Rastatt und Mannheim herausgenommen.
In den 1970er- und 1980er-Jahren wurde die Bundesstraße zwischen Mannheim und Karlsruhe intensiv ausgebaut. Bereits 1979 wurde die Umgehung für Eggenstein-Leopoldshafen fertiggestellt, 1980 die Umgehung für Karlsruhe-Neureut sowie 1986 die Umgehung für Linkenheim-Hochstetten. Die Trasse verläuft seither nördlich von Neureut und als Osttangente an den übrigen Ortschaften vorbei. Zwischen Hockenheim und Wiesental wurde beim Bau der Schnellfahrstrecke Mannheim–Stuttgart die Bundesstraße parallel zur Bahnstrecke neutrassiert. Im Zuge dessen wurde 1984 die vierstreifige Westumgehung von Hockenheim fertiggestellt, 1987 die Verlegung bei Waghäusel/Wiesental und 1988 die Ortsumgehung von Neulußheim. In Graben-Neudorf führte die B 36 noch bis ins Jahr 2006 durch den Ort. Am 26. Mai 2006 wurde der letzte Abschnitt der neu gebauten Ortsumgehung, die gut drei Kilometer auf der bereits bestehenden Trasse der B 35 verläuft, dem Verkehr übergeben.
Zwischen Karlsruhe und Mannheim liegt die B 36 somit nur noch in wenigen kurzen Abschnitten auf der ursprünglichen Trasse und besteht ansonsten aus Neubauten.
Am 9. Oktober 2006 wurde zwischen Karlsruhe und Rastatt die Ortsumgehung für die drei Orte Bietigheim, Durmersheim und Ötigheim durch die Staatssekretärin Karin Roth für den Verkehr freigegeben. Die rund 9,7 Kilometer lange Strecke kostete rund 48 Millionen Euro. Von diesen wurden 14 Millionen durch die Deutsche Bahn aufgebracht, da die B 36 zusammen mit der Ausbau- und Neubaustrecke Karlsruhe–Basel trassiert wurde. Mit der neuen B 36 wurden die drei Kommunen um mehr als 70 Prozent der damaligen Verkehrsbelastung von über 20.000 Fahrzeugen pro Tag befreit.

#### Ersetzungen

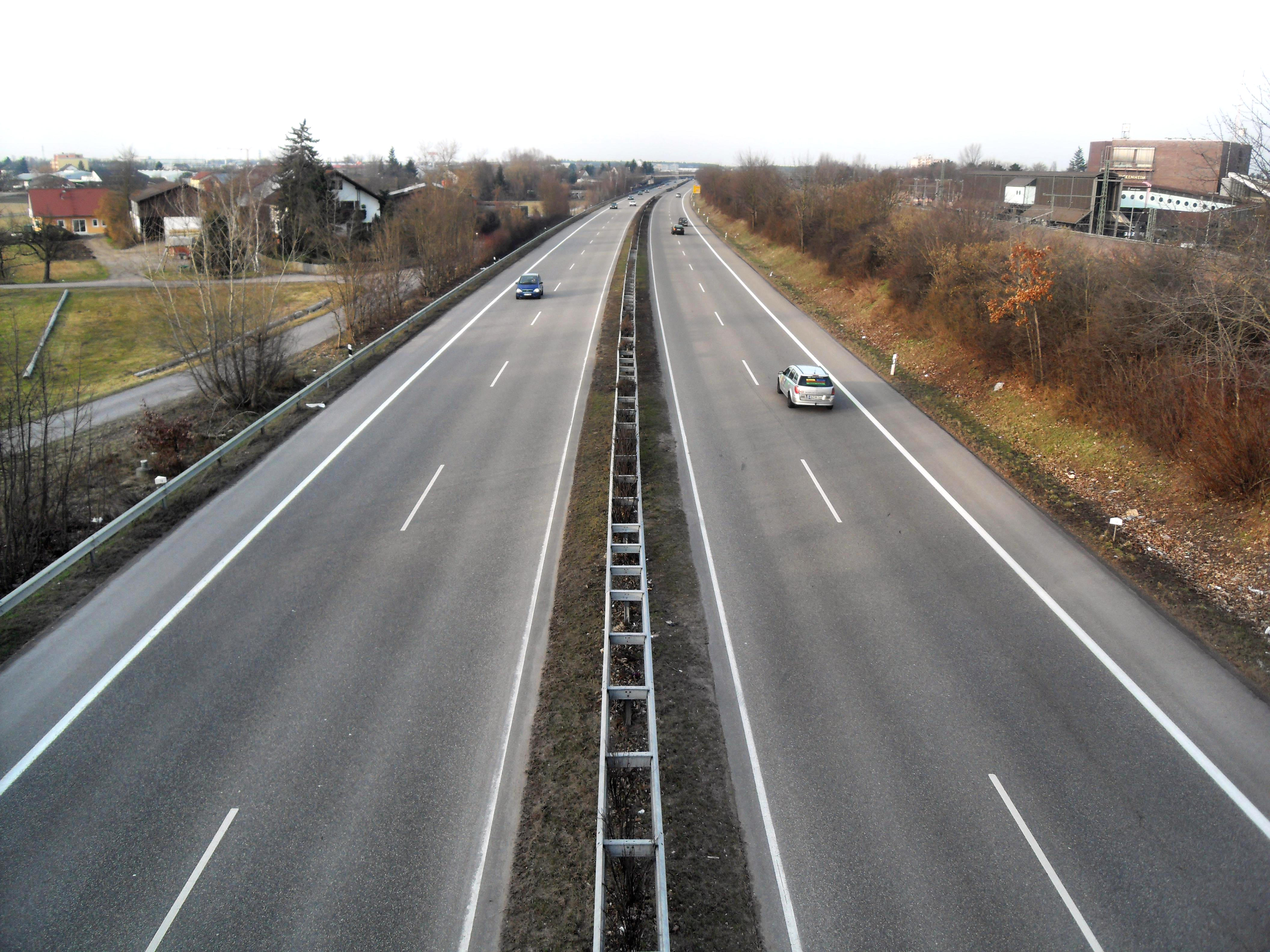
Autobahnähnlicher, ehemaliger Abschnitt der B 36 bei Hockenheim (heute B 39)

Ende 2009 wurde die B 36 aus der Ortslage Schwetzingen herausgenommen und zur Ortsstraße abgestuft. Die an die Stadt heranführenden Teilstrecken wurde den angrenzenden Bundesstraßen 535 und 291 zugeschlagen. Seitdem ist die B 36 zwischen den Anschlussstellen Mannheim / Schwetzingen und Schwetzingen / Hockenheim unterbrochen. Als Alternative sind die A 6 sowie die parallel führende Landesstraße 599 vorhanden.
Zum 1. Januar 2016 wurde die B 36 aufgrund mangelnder Fernverkehrsrelevanz auf zwei Abschnitten abgestuft.
Zwischen der B 39 bei Neulußheim-Nord und der B 35 bei Graben-Neudorf wurde die B 36 zur Landesstraße 560 abgestuft. Im Zuge dessen wurde der Abschnitt zwischen der Anschlussstelle Schwetzingen/Hockenheim und Neulußheim der B 39 zugeschlagen.
Weiterhin wurde der bisherige südliche Abschnitt von Rastatt über Kehl bis zur A 5 bei Lahr zur Landesstraße 75 abgestuft; der kurze Restabschnitt von der A 5 bis zur B 3 in Lahr wurde der B 415 zugeschlagen. Davor hat, wie bei solchen Übertragungen der Baulast üblich, der Bund die Straße noch saniert. Als Alternative gilt die A 5.

### Sonstige Ereignisse
Im Herbst 2003 schoss ein Heckenschütze wahllos auf vorbeifahrende Autos und verletzte unter anderem eine junge Frau schwer. Nachdem er ein zweites Mal im Bereich Eggenstein-Leopoldshafen zugeschlagen hatte, wurden von der Polizei 5.000 Euro Belohnung ausgesetzt. Weitere Spuren und Hinweise wurden jedoch nicht gefunden und es kam auch zu keinen weiteren Zwischenfällen.